# Bob-Weltcup 2012/13
Der Bob-Weltcup 2012/13 begann am 9. November 2012 in Lake Placid und endete am 17. Februar 2013 in Sotschi. Der Höhepunkt der Saison waren die Bob-Weltmeisterschaften 2013 in St. Moritz. Die Saison wurde in neun Weltcuprennen und der Bob-Europameisterschaft 2013 parallel zum Skeleton-Weltcup 2012/2013 ausgetragen.

## Weltcupkalender
| #  | Datum                        | Land               | Ort              | Wettkampfstätte                      | 2er F | 2er M | 4er |
| -- | ---------------------------- | ------------------ | ---------------- | ------------------------------------ | ----- | ----- | --- |
| 1  | 9.–10. November 2012         | Vereinigte Staaten | Lake Placid      | Olympia-Bobbahn Mount Van Hoevenberg | ●     | ●     | ●   |
| 2  | 17.–18. November 2012        | Vereinigte Staaten | Park City        | Utah Olympic Park Track              | ●     | ●     | ●   |
| 3  | 24. November 2012            | Kanada             | Whistler         | Whistler Sliding Centre              | ●     | ●     | ●   |
| 4  | 8.–9. Dezember 2012          | Deutschland        | Winterberg       | Bobbahn Winterberg Hochsauerland     | ●     | ●     | ●   |
| 5  | 14.–16. Dezember 2012        | Frankreich         | La Plagne        | Piste de La Plagne                   | ●     | ●     | ●   |
| 6  | 4.–6. Januar 2013            | Deutschland        | Altenberg        | Rennschlitten- und Bobbahn Altenberg | ●     | ●     | ●   |
| 7  | 11.–13. Januar 2013          | Deutschland        | Königssee        | Kunsteisbahn Königssee               | ●     | ●     | ●   |
| 8  | 18.–20. Januar 2013          | Österreich         | Innsbruck-Igls 1 | Olympia Eiskanal Innsbruck-Igls      | ●     | ●     | ●   |
| WM | 21. Januar – 5. Februar 2013 | Schweiz            | St. Moritz       | Olympia Bob Run St. Moritz–Celerina  | ●     | ●     | ●   |
| 9  | 15.–17. Februar 2013         | Russland           | Sotschi          | Sliding Center Sanki                 | ●     | ●     | ●   |

## Einzelergebnisse der Weltcupsaison 2012/13
| 1. Weltcup in Lake Placid, 9. November 2012 – 10. November 2012 | 1. Weltcup in Lake Placid, 9. November 2012 – 10. November 2012             | 1. Weltcup in Lake Placid, 9. November 2012 – 10. November 2012                | 1. Weltcup in Lake Placid, 9. November 2012 – 10. November 2012             |
| --------------------------------------------------------------- | --------------------------------------------------------------------------- | ------------------------------------------------------------------------------ | --------------------------------------------------------------------------- |
| Disziplin                                                       | Erster Platz                                                                | Zweiter Platz                                                                  | Dritter Platz                                                               |
| Zweierbob Damen                                                 | Kaillie Humphries Chelsea Valois                                            | Jazmine Fenlator LoLo Jones                                                    | Elana Meyers Tianna Madison                                                 |
| Zweierbob Herren                                                | Steven Holcomb Steven Langton                                               | Cory Butner Charles Berkeley                                                   | Francesco Friedrich Gino Gerhardi                                           |
| Viererbob Herren                                                | RusslandAlexander Subkow Alexei Negodailo Dmitri Trunenkow Maxim Mokroussow | Vereinigte StaatenSteven Holcomb Justin Olsen Steven Langton Curtis Tomasevicz | Vereinigte StaatenNick Cunningham Adam Clark Andreas Drbal Christopher Fogt |

| 2. Weltcup in Park City, 17. November 2012 – 18. November 2012 | 2. Weltcup in Park City, 17. November 2012 – 18. November 2012              | 2. Weltcup in Park City, 17. November 2012 – 18. November 2012                 | 2. Weltcup in Park City, 17. November 2012 – 18. November 2012      |
| -------------------------------------------------------------- | --------------------------------------------------------------------------- | ------------------------------------------------------------------------------ | ------------------------------------------------------------------- |
| Disziplin                                                      | Erster Platz                                                                | Zweiter Platz                                                                  | Dritter Platz                                                       |
| Zweierbob Damen                                                | Kaillie Humphries Chelsea Valois                                            | Sandra Kiriasis Franziska Bertels                                              | Cathleen Martini Stephanie Schneider                                |
| Zweierbob Herren                                               | Steven Holcomb Curtis Tomasevicz                                            | Cory Butner Charles Berkeley                                                   | Francesco Friedrich Gino Gerhardi                                   |
| Viererbob Herren                                               | RusslandAlexander Subkow Alexei Negodailo Dmitri Trunenkow Maxim Mokroussow | Vereinigte StaatenSteven Holcomb Justin Olsen Steven Langton Curtis Tomasevicz | DeutschlandManuel Machata Gregor Bermbach Jan Speer Christian Poser |

| 3. Weltcup in Whistler, 24. November 2012 | 3. Weltcup in Whistler, 24. November 2012                                   | 3. Weltcup in Whistler, 24. November 2012                              | 3. Weltcup in Whistler, 24. November 2012                           |
| ----------------------------------------- | --------------------------------------------------------------------------- | ---------------------------------------------------------------------- | ------------------------------------------------------------------- |
| Disziplin                                 | Erster Platz                                                                | Zweiter Platz                                                          | Dritter Platz                                                       |
| Zweierbob Damen                           | Kaillie Humphries Chelsea Valois                                            | Fabienne Meyer Elisabeth Graf                                          | Sandra Kiriasis Berit Wiacker                                       |
| Zweierbob Herren                          | Steven Holcomb Steven Langton                                               | Lyndon Rush Lascelles Brown                                            | Francesco Friedrich Jannis Bäcker Alexander Subkow Dmitri Trunenkow |
| Viererbob Herren                          | RusslandAlexander Subkow Alexei Negodailo Dmitri Trunenkow Maxim Mokroussow | RusslandAlexander Kasjanow Maxim Belugin Ilwir Chusin Nikolai Chrenkow | KanadaChris Spring Timothy Randall Adam Rosenke Benjamin Coakwell   |

| 4. Weltcup in Winterberg, 8. Dezember 2012 – 9. Dezember 2012 | 4. Weltcup in Winterberg, 8. Dezember 2012 – 9. Dezember 2012               | 4. Weltcup in Winterberg, 8. Dezember 2012 – 9. Dezember 2012        | 4. Weltcup in Winterberg, 8. Dezember 2012 – 9. Dezember 2012            |
| ------------------------------------------------------------- | --------------------------------------------------------------------------- | -------------------------------------------------------------------- | ------------------------------------------------------------------------ |
| Disziplin                                                     | Erster Platz                                                                | Zweiter Platz                                                        | Dritter Platz                                                            |
| Zweierbob Damen                                               | Kaillie Humphries Chelsea Valois                                            | Elana Meyers Katie Eberling                                          | Anja Schneiderheinze Stephanie Schneider                                 |
| Zweierbob Herren                                              | Beat Hefti Thomas Lamparter                                                 | Alexander Subkow Dmitri Trunenkow                                    | Lyndon Rush Jesse Lumsden                                                |
| Viererbob Herren                                              | RusslandAlexander Subkow Alexei Negodailo Dmitri Trunenkow Maxim Mokroussow | DeutschlandMaximilian Arndt Alex Mann Alexander Rödiger Martin Putze | LettlandOskars Melbārdis Daumants Dreiškens Arvis Vilkaste Intars Dambis |

| 5. Weltcup in La Plagne, 14. Dezember 2012 – 16. Dezember 2012 | 5. Weltcup in La Plagne, 14. Dezember 2012 – 16. Dezember 2012 | 5. Weltcup in La Plagne, 14. Dezember 2012 – 16. Dezember 2012              | 5. Weltcup in La Plagne, 14. Dezember 2012 – 16. Dezember 2012        |
| -------------------------------------------------------------- | -------------------------------------------------------------- | --------------------------------------------------------------------------- | --------------------------------------------------------------------- |
| Disziplin                                                      | Erster Platz                                                   | Zweiter Platz                                                               | Dritter Platz                                                         |
| Zweierbob Damen                                                | Kaillie Humphries Chelsea Valois                               | Jamie Greubel Emily Azevedo                                                 | Elana Meyers Katie Eberling                                           |
| Zweierbob Herren                                               | Lyndon Rush Jesse Lumsden                                      | Beat Hefti Alex Baumann                                                     | Steven Holcomb Steven Langton                                         |
| Viererbob Herren                                               | SchweizBeat Hefti Alex Baumann Thomas Lamparter Jürg Egger     | RusslandAlexander Subkow Alexei Negodailo Dmitri Trunenkow Maxim Mokroussow | RusslandAlexander Kasjanow Ilwir Chusin Maxim Belugin Pjotr Moissejew |

| 6. Weltcup in Altenberg, 4. Januar 2013 – 6. Januar 2013 | 6. Weltcup in Altenberg, 4. Januar 2013 – 6. Januar 2013                     | 6. Weltcup in Altenberg, 4. Januar 2013 – 6. Januar 2013      | 6. Weltcup in Altenberg, 4. Januar 2013 – 6. Januar 2013                |
| -------------------------------------------------------- | ---------------------------------------------------------------------------- | ------------------------------------------------------------- | ----------------------------------------------------------------------- |
| Disziplin                                                | Erster Platz                                                                 | Zweiter Platz                                                 | Dritter Platz                                                           |
| Zweierbob Damen                                          | Cathleen Martini Stephanie Schneider                                         | Sandra Kiriasis Franziska Bertels                             | Kaillie Humphries Chelsea Valois                                        |
| Zweierbob Herren                                         | Thomas Florschütz Kevin Kuske Francesco Friedrich Jannis Bäcker              | –                                                             | Manuel Machata Christian Poser                                          |
| Viererbob Herren                                         | DeutschlandMaximilian Arndt Marko Hübenbecker Alexander Rödiger Martin Putze | DeutschlandManuel Machata Alex Mann Jan Speer Christian Poser | DeutschlandThomas Florschütz Andreas Bredau Kevin Kuske Thorsten Margis |

| 7. Weltcup in Königssee, 11. Januar 2013 – 13. Januar 2013 | 7. Weltcup in Königssee, 11. Januar 2013 – 13. Januar 2013                  | 7. Weltcup in Königssee, 11. Januar 2013 – 13. Januar 2013                   | 7. Weltcup in Königssee, 11. Januar 2013 – 13. Januar 2013              |
| ---------------------------------------------------------- | --------------------------------------------------------------------------- | ---------------------------------------------------------------------------- | ----------------------------------------------------------------------- |
| Disziplin                                                  | Erster Platz                                                                | Zweiter Platz                                                                | Dritter Platz                                                           |
| Zweierbob Damen                                            | Kaillie Humphries Chelsea Valois                                            | Cathleen Martini Janine Tischer                                              | Sandra Kiriasis Berit Wiacker                                           |
| Zweierbob Herren                                           | Lyndon Rush Jesse Lumsden                                                   | Oskars Melbārdis Daumants Dreiškens                                          | Francesco Friedrich Gino Gerhardi                                       |
| Viererbob Herren                                           | RusslandAlexander Subkow Alexei Negodailo Dmitri Trunenkow Maxim Mokroussow | DeutschlandMaximilian Arndt Marko Hübenbecker Alexander Rödiger Martin Putze | DeutschlandThomas Florschütz Andreas Bredau Kevin Kuske Thomas Blaschek |

| 8. Weltcup und Europameisterschaft in Igls, 18. Januar 2013 – 20. Januar 2013 | 8. Weltcup und Europameisterschaft in Igls, 18. Januar 2013 – 20. Januar 2013 | 8. Weltcup und Europameisterschaft in Igls, 18. Januar 2013 – 20. Januar 2013 | 8. Weltcup und Europameisterschaft in Igls, 18. Januar 2013 – 20. Januar 2013 |
| ----------------------------------------------------------------------------- | ----------------------------------------------------------------------------- | ----------------------------------------------------------------------------- | ----------------------------------------------------------------------------- |
| Disziplin                                                                     | Erster Platz                                                                  | Zweiter Platz                                                                 | Dritter Platz                                                                 |
| Zweierbob Damen                                                               | Sandra Kiriasis Franziska Bertels                                             | Kaillie Humphries Chelsea Valois                                              | Jazmine Fenlator Aja Evans                                                    |
| Zweierbob Herren                                                              | Beat Hefti Thomas Lamparter                                                   | Thomas Florschütz Kevin Kuske                                                 | Francesco Friedrich Jannis Bäcker                                             |
| Viererbob Herren                                                              | DeutschlandMaximilian Arndt Marko Hübenbecker Alexander Rödiger Martin Putze  | SchweizBeat Hefti Alex Baumann Thomas Lamparter Jürg Egger                    | DeutschlandThomas Florschütz Andreas Bredau Kevin Kuske Thomas Blaschek       |

| 9. Weltcup in Krasnaja Poljana, 15. Februar 2013 – 17. Februar 2013 | 9. Weltcup in Krasnaja Poljana, 15. Februar 2013 – 17. Februar 2013      | 9. Weltcup in Krasnaja Poljana, 15. Februar 2013 – 17. Februar 2013     | 9. Weltcup in Krasnaja Poljana, 15. Februar 2013 – 17. Februar 2013         |
| ------------------------------------------------------------------- | ------------------------------------------------------------------------ | ----------------------------------------------------------------------- | --------------------------------------------------------------------------- |
| Disziplin                                                           | Erster Platz                                                             | Zweiter Platz                                                           | Dritter Platz                                                               |
| Zweierbob Damen                                                     | Sandra Kiriasis Franziska Bertels                                        | Elana Meyers Aja Evans                                                  | Kaillie Humphries Chelsea Valois                                            |
| Zweierbob Herren                                                    | Beat Hefti Thomas Lamparter                                              | Thomas Florschütz Andreas Bredau                                        | Oskars Melbārdis Daumants Dreiškens                                         |
| Viererbob Herren                                                    | LettlandOskars Melbārdis Daumants Dreiškens Arvis Vilkaste Intars Dambis | DeutschlandThomas Florschütz Andreas Bredau Kevin Kuske Thomas Blaschek | RusslandAlexander Subkow Alexei Negodailo Dmitri Trunenkow Maxim Mokroussow |

## Gesamtstand und erreichte Platzierungen im Zweierbob der Frauen
Endstand nach 9 Rennen 
| Rang | Pilotin                    | LPC | PAR | WHI | WIB | LAP | ALT | KÖN | IGL | SOC | Punkte |
| ---- | -------------------------- | --- | --- | --- | --- | --- | --- | --- | --- | --- | ------ |
| 01   | Kaillie Humphries          | 01  | 01  | 01  | 01  | 01  | 03  | 01  | 02  | 03  | 1960   |
| 02   | Sandra Kiriasis            | 05  | 02  | 03  | 09  | 04  | 02  | 03  | 01  | 01  | 1798   |
| 03   | Cathleen Martini           | 07  | 03  | 05  | 08  | 06  | 01  | 02  | 06  | 04  | 1691   |
| 04   | Anja Schneiderheinze       | 08  | 11  | 07  | 03  | 05  | 05  | 09  | 04  | 08  | 1536   |
| 05   | Esme Kamphuis              | 10  | 07  | 04  | 05  | 13  | 04  | 04  | 08  | 11  | 1488   |
| 06   | Elana Meyers               | 03  | 08  | 10  | 02  | 03  | –   | 08  | 05  | 02  | 1468   |
| 07   | Fabienne Meyer             | 13  | 10  | 02  | 06  | 09  | 09  | 05  | 11  | 05  | 1458   |
| 08   | Christina Baumann-Hengster | 04  | 06  | 08  | 06  | 07  | 06  | 14  | 10  | 18  | 1384   |
| 09   | Paula Walker               | 06  | 09  | 06  | 10  | 10  | 13  | 07  | 07  | 16  | 1344   |
| 10   | Jamie Greubel              | 09  | 04  | 11  | 04  | 02  | –   | 11  | 09  | 09  | 1322   |
| 11.  | Jazmine Fenlator           | 02  | 05  | 09  | 13  | 08  | –   | 10  | 03  | 13  | 1290   |
| 12.  | Olga Stulneva              | 12  | 15  | 12  | 11  | 11  | –   | 13  | 12  | 07  | 1048   |
| 13.  | Jennifer Ciochetti         | 11  | 12  | 13  | 12  | 12  | –   | 17  | 14  | 06  | 1016   |
| 14.  | Astrid Radjenovic          | 15  | 14  | 14  | 15  | 17  | 07  | 14  | 17  | 15  | 0992   |
| 15.  | Anastasia Tambovtseva      | 14  | 13  | 15  | 14  | 15  | –   | 16  | 15  | 11  | 0888   |
| 16.  | Caroline Spahni            | –   | –   | –   | 18  | 14  | 08  | 06  | 13  | 10  | 0792   |
| 17.  | Elfje Willemsen            | –   | –   | –   | 16  | 16  | 10  | 12  | 18  | 14  | 0656   |
| 18.  | Maria Adela Constantin     | –   | –   | –   | 17  | –   | 11  | 18  | 19  | –   | 0378   |
| 19.  | Ekaterina Kostromina       | 16  | 16  | 16  | –   | –   | –   | 0   | –   | 17  | 0376   |
| 20.  | Oana Eugenia Diaconu       | –   | –   | –   | 20  | –   | 12  | 19  | 20  | –   | 0338   |
| 21.  | Victoria Olaoye            | –   | –   | –   | –   | 18  | –   | –   | 16  | 19  | 0250   |
| 22.  | Eva Willemarck             | –   | –   | –   | 19  | 19  | –   | –   | –   | –   | 0148   |
| 23.  | Mica McNeill               | –   | –   | –   | –   | –   | –   | 20  | –   | –   | 0068   |

## Gesamtstand und erreichte Platzierungen im Zweierbob der Herren
Endstand nach 9 Rennen 
| Rang | Pilot                   | Land                   | LAK | PAC | WHI | WIB | LAP | ALT | KÖN | IGL | SOC | Punkte |
| ---- | ----------------------- | ---------------------- | --- | --- | --- | --- | --- | --- | --- | --- | --- | ------ |
| 01   | Lyndon Rush             | Kanada                 | 7   | 20  | 2   | 3   | 1   | 4   | 1   | 6   | 4   | 1656   |
| 02   | Oskars Melbārdis        | Lettland               | 8   | 4   | 14  | 7   | 5   | 5   | 2   | 4   | 3   | 1602   |
| 03   | Manuel Machata          | Deutschland            | 4   | 6   | 7   | 6   | 11  | 3   | 6   | 13  | 8   | 1504   |
| 04   | Steven Holcomb          | Vereinigte Staaten     | 1   | 1   | 1   | 5   | 3   | −   | 8   | 14  | 12  | 1459   |
| 05   | Alexander Subkow        | Russland               | 9   | 6   | 3   | 2   | 10  | −   | 4   | 7   | 4   | 1434   |
| 06   | Francesco Friedrich     | Deutschland            | 3   | 3   | 3   | −   | −   | 1   | 3   | 3   | 10  | 1369   |
| 07   | Simone Bertazzo         | Italien                | 12  | 5   | 12  | 8   | 4   | 6   | 17  | 10  | 13  | 1320   |
| 08   | Cory Butner             | Vereinigte Staaten     | 2   | 2   | 10  | 9   | 12  | −   | 12  | 5   | 9   | 1308   |
| 09   | Thomas Florschütz       | Deutschland            | −   | −   | −   | 4   | 6   | 1   | 5   | 2   | 2   | 1197   |
| 10   | Chris Spring            | Kanada                 | 13  | 8   | 5   | 10  | 15  | −   | 11  | 8   | 6   | 1184   |
| 11   | Beat Hefti              | Schweiz                | −   | −   | −   | 1   | 2   | 7   | −   | 1   | 1   | 1053   |
| 12   | Nick Cunningham         | Vereinigte Staaten     | 5   | 15  | 9   | 13  | 14  | −   | 15  | 9   | 14  | 1040   |
| 13   | Rico Peter              | Schweiz                | 14  | 10  | 16  | 14  | 17  | −   | 9   | 15  | 7   | 976    |
| 14   | John Jackson            | Vereinigtes Königreich | 23  | 9   | 15  | 14  | 8   | 11  | 19  | 21  | 16  | 946    |
| 15   | Justin Kripps           | Kanada                 | 15  | 14  | 12  | 12  | 16  | −   | 10  | 11  | 18  | 928    |
| 16   | Alexander Kasjanow      | Russland               | 0   | 17  | 8   | −   | 7   | −   | 14  | 12  | 11  | 792    |
| 17   | Edwin van Calker        | Niederlande            | 6   | 12  | 0   | 20  | 9   | −   | 23  | 20  | 15  | 746    |
| 18   | Jürgen Loacker          | Österreich             | 17  | 19  | 18  | 17  | 19  | 10  | 25  | 18  | 22  | 724    |
| 19   | Loic Costerg            | Frankreich             | 20  | 18  | 19  | −   | 21  | 8   | 21  | 16  | 19  | 676    |
| 20   | Ivo de Bruin            | Niederlande            | 11  | 11  | −   | 17  | 13  | −   | 21  | −   | 21  | 604    |
| 21   | Dawid Kupczyk           | Polen                  | −   | −   | −   | 19  | 22  | 7   | 17  | 19  | 24  | 505    |
| 22   | Maximilian Arndt        | Deutschland            | 9   | 16  | 6   | 0   | 18  | −   | −   | −   | −   | 504    |
| 23   | Patrice Servelle        | Monaco                 | 21  | 22  | 20  | −   | 20  | 13  | 19  | –   | 25  | 488    |
| 24   | Jan Vrba                | Tschechien             | 18  | 23  | 25  | −   | –   | 9   | –   | 22  | 28  | 406    |
| 25   | Michael Serise          | Belgien                | 26  | 27  | 24  | 22  | 25  | 14  | 24  | 27  | –   | 398    |
| 26   | Alexei Stulnew          | Russland               | –   | –   | −   | 11  | –   | –   | 13  | 16  | −   | 352    |
| 27   | Martin Galliker         | Schweiz                | 16  | 13  | 16  | −   | –   | –   | –   | –   | −   | 312    |
| 28   | Nikita Sacharow         | Russland               | 19  | 21  | 11  | −   | –   | –   | –   | –   | 0   | 272    |
| 29   | Dorin Alexandru Grigore | Rumänien               | –   | –   | –   | 26  | 12  | 16  | –   | –   | –   | 260    |
| 30   | Milan Jagnesak          | Slowakei               | 25  | 25  | 22  | –   | –   | 18  | 30  | –   | 30  | 256    |
| 31   | Won Yun-jong            | Südkorea               | 21  | 26  | 23  | –   | –   | –   | 28  | 28  | 23  | 254    |
| 32   | Heath Spence            | Australien             | –   | 28  | 26  | –   | –   | 16  | 31  | 25  | 26  | 236    |
| 33   | Andreas Neagu           | Rumänien               | 24  | 23  | 21  | 21  | –   | –   | –   | –   | –   | 219    |
| 34   | Mateusz Luty            | Polen                  | –   | –   | –   | 24  | 28  | 17  | –   | –   | –   | 161    |
| 35   | Ugis Zalims             | Lettland               | –   | –   | –   | –   | 22  | 15  | –   | –   | –   | 160    |
| 36   | Vuk Radenovic           | Serbien                | –   | –   | –   | 23  | 0   | –   | 27  | 26  | 27  | 150    |
| 37   | Oskars Ķibermanis       | Lettland               | –   | –   | –   | –   | –   | –   | 26  | 24  | 20  | 149    |
| 38   | Dmitri Abramowitsch     | Russland               | –   | –   | –   | 16  | 24  | –   | –   | –   | –   | 141    |
| 39   | Lamin Deen              | Vereinigtes Königreich | –   | –   | –   | –   | 27  | –   | 29  | 21  | 28  | 134    |
| 40   | Nicolae Istrate         | Rumänien               | –   | –   | –   | –   | –   | –   | –   | –   | 17  | 88     |
| 41   | Vladimir Hadlik         | Tschechien             | –   | –   | –   | 26  | 29  | –   | –   | –   | –   | 60     |
| 42   | Rudy Rinaldi            | Monaco                 | –   | –   | –   | 25  | –   | –   | –   | –   | –   | 40     |
| 43   | Michael Klingler        | Liechtenstein          | –   | –   | –   | –   | –   | –   | –   | 29  | 0   | 24     |
| 44   | Thibault Godefroy       | Frankreich             | –   | –   | –   | –   | 30  | –   | –   | –   | –   | 20     |
| 45   | Drazen Silic            | Kroatien               | –   | –   | –   | –   | –   | –   | –   | 30  | –   | 20     |
| 46   | Kim Dong-hyun           | Südkorea               | –   | –   | –   | –   | –   | –   | –   | –   | 32  | 0      |

## Gesamtstand und erreichte Platzierungen im Viererbob der Herren
Endstand nach 9 Rennen
| Rang | Pilot                   | Land                   | LAK | PAC | WHI | WIB | LAP | ALT | KÖN | IGL | SOC | Punkte |
| ---- | ----------------------- | ---------------------- | --- | --- | --- | --- | --- | --- | --- | --- | --- | ------ |
| 01   | Alexander Subkow        | Russland               | 1   | 1   | 1   | 1   | 2   | −   | 1   | 4   | 3   | 1727   |
| 02   | Oskars Melbārdis        | Lettland               | 8   | 10  | 9   | 3   | 5   | 4   | 5   | 5   | 1   | 1625   |
| 03   | Manuel Machata          | Deutschland            | 4   | 3   | 6   | 9   | 10  | 2   | 4   | 6   | 8   | 1602   |
| 04   | Maximilian Arndt        | Deutschland            | 9   | 4   | 7   | 2   | 4   | 1   | 2   | 1   | −   | 1574   |
| 05   | John Jackson            | Vereinigtes Königreich | 7   | 6   | 5   | 8   | 8   | 11  | 10  | 6   | 5   | 1488   |
| 06   | Steven Holcomb          | Vereinigte Staaten     | 2   | 2   | 4   | 6   | 7   | −   | 7   | 17  | 10  | 1356   |
| 07   | Lyndon Rush             | Kanada                 | 6   | 12  | 8   | 13  | 18  | 6   | 9   | 10  | 17  | 1224   |
| 08   | Alexander Kasjanow      | Russland               | 13  | 7   | 2   | −   | 3   | −   | 6   | 14  | 3   | 1186   |
| 09   | Thomas Florschütz       | Deutschland            | −   | −   | −   | 4   | 9   | 3   | 3   | 3   | 2   | 1154   |
| 10   | Nick Cunningham         | Vereinigte Staaten     | 3   | 5   | 11  | 11  | 12  | −   | 21  | 20  | 12  | 1042   |
| 11   | Jürgen Loacker          | Österreich             | 15  | 15  | 15  | 12  | 13  | 8   | 14  | 21  | 14  | 1006   |
| 12   | Rico Peter              | Schweiz                | 12  | 16  | 14  | 15  | 6   | −   | 7   | 18  | 12  | 992    |
| 13   | Chris Spring            | Kanada                 | 10  | 8   | 3   | 22  | 18  | −   | 21  | 24  | 7   | 915    |
| 14   | Beat Hefti              | Schweiz                | −   | −   | −   | 5   | 1   | −   | 11  | 2   | 9   | 907    |
| 15   | Simone Bertazzo         | Italien                | 19  | 20  | 12  | 21  | 16  | 7   | 20  | 15  | 15  | 872    |
| 16   | Justin Kripps           | Kanada                 | 16  | 19  | 13  | 10  | 14  | −   | 12  | 22  | 19  | 804    |
| 17   | Edwin van Calker        | Niederlande            | 11  | 11  | 0   | 20  | 20  | −   | 16  | 13  | 16  | 720    |
| 18   | Jan Vrba                | Tschechien             | 14  | 17  | 20  | −   | −   | 5   | −   | 12  | 18  | 660    |
| 19   | Francesco Friedrich     | Deutschland            | 5   | 13  | 10  | −   | −   | −   | −   | −   | 6   | 624    |
| 20   | Dmitri Abramowitsch     | Russland               | −   | −   | −   | 7   | 14  | −   | 13  | 8   | 0   | 560    |
| 21   | Dawid Kupczyk           | Polen                  | −   | −   | −   | 17  | 22  | 9   | 18  | 15  | 21  | 542    |
| 22   | Cory Butner             | Vereinigte Staaten     | 20  | 14  | 0   | 24  | 24  | −   | 17  | 23  | 23  | 458    |
| 23   | Loic Costerg            | Frankreich             | 23  | 24  | 21  | −   | 25  | 10  | 25  | 25  | –   | 421    |
| 24   | Milan Jagnesak          | Slowakei               | 21  | 22  | 18  | −   | –   | 13  | 29  | −   | 20  | 410    |
| 25   | Oskars Ķibermanis       | Lettland               | −   | −   | −   | −   | −   | −   | 15  | 9   | 11  | 392    |
| 26   | Vuk Radenovic           | Serbien                | –   | –   | −   | 18  | 21  | –   | 19  | 11  | −   | 352    |
| 27   | Martin Galliker         | Schweiz                | 18  | 9   | 16  | −   | –   | –   | –   | –   | −   | 328    |
| 28   | Michael Serise          | Belgien                | 0   | 26  | 19  | 23  | 27  | 16  | –   | –   | −   | 288    |
| 29   | Ugis Zalims             | Lettland               | –   | –   | –   | −   | 11  | 12  | –   | –   | –   | 264    |
| 30   | Won Yun-jong            | Südkorea               | 22  | 23  | 17  | –   | –   | −   | 28  | 26  | −   | 258    |
| 31   | Lamin Deen              | Vereinigtes Königreich | −   | −   | −   | –   | 17  | –   | 23  | 19  | 24  | 257    |
| 32   | Dorin Alexandru Grigore | Rumänien               | –   | −   | −   | –   | 23  | 14  | 24  | −   | −   | 207    |
| 33   | Mateusz Luty            | Polen                  | −   | −   | −   | 26  | 26  | 15  | –   | –   | –   | 176    |
| 34   | Ivo de Bruin            | Niederlande            | −   | 21  | –   | 19  | −   | −   | 26  | –   | –   | 172    |
| 35   | Nikita Sacharow         | Russland               | 17  | 18  | –   | –   | –   | –   | –   | –   | –   | 168    |
| 36   | Patrice Servelle        | Monaco                 | –   | –   | –   | –   | –   | 17  | 27  | –   | 25  | 160    |
| 37   | Alexei Stulnew          | Russland               | –   | –   | –   | 14  | –   | –   | −   | −   | −   | 112    |
| 38   | Andreas Neagu           | Rumänien               | –   | –   | –   | 16  | –   | –   | −   | −   | −   | 96     |
| 39   | Heath Spence            | Australien             | –   | 25  | –   | −   | −   | –   | 30  | 29  | –   | 84     |
| 40   | Nicolae Istrate         | Rumänien               | –   | –   | –   | –   | −   | –   | −   | −   | 21  | 62     |
| 41   | Vladimir Hadlik         | Tschechien             | –   | –   | –   | 25  | –   | –   | –   | –   | −   | 40     |
| 42   | Michael Klingler        | Liechtenstein          | –   | –   | –   | −   | −   | –   | –   | 27  | –   | 32     |
| 43   | Thibault Godefroy       | Frankreich             | –   | –   | –   | –   | 28  | –   | –   | −   | −   | 28     |
| 44   | Ivan Šola               | Kroatien               | –   | –   | –   | –   | −   | –   | –   | 28  | –   | 28     |

## Gesamtstand Kombination der Männer
Für die Wertung der Kombination werden die Punkte aus den Ergebnissen des Zweier- und Viererbobs addiert.
| Rang | Pilot                   | 2er  | 4er  | Gesamtpunkte |
| ---- | ----------------------- | ---- | ---- | ------------ |
| 01   | Oskars Melbardis        | 1602 | 1625 | 3227         |
| 02   | Alexander Subkow        | 1434 | 1727 | 3161         |
| 03   | Manuel Machata          | 1504 | 1602 | 3106         |
| 04   | Lyndon Rush             | 1656 | 1224 | 2880         |
| 05   | Steven Holcomb          | 1459 | 1356 | 2815         |
| 06   | John Jackson            | 0946 | 1488 | 2434         |
| 07   | Thomas Florschütz       | 1197 | 1154 | 2351         |
| 08   | Simone Bertazzo         | 1320 | 0872 | 2192         |
| 09   | Christopher Spring      | 1184 | 0915 | 2099         |
| 10   | Nick Cunningham         | 1040 | 1042 | 2082         |
| 11   | Deutschland             | 0504 | 1574 | 2078         |
| 12   | Francesco Friedrich     | 1369 | 0624 | 1993         |
| 13   | Alexander Kasjanow      | 0792 | 1186 | 1978         |
| 14   | Rico Peter              | 0976 | 0992 | 1968         |
| 15   | Beat Hefti              | 1053 | 0907 | 1960         |
| 16   | Cory Butner             | 1308 | 0458 | 1766         |
| 17   | Justin Kripps           | 0928 | 0804 | 1732         |
| 18   | Jürgen Loacker          | 0724 | 1006 | 1730         |
| 19   | Edwin van Calker        | 0746 | 0720 | 1466         |
| 20   | Loic Costerg            | 0676 | 0421 | 1097         |
| 21   | Jan Vrba                | 0406 | 0660 | 1066         |
| 22   | Dawid Kupczyk           | 0505 | 0542 | 1047         |
| 23   | Ivo De Bruin            | 0604 | 0172 | 0776         |
| 24   | Dmitri Abramowitsch     | 0141 | 0560 | 0701         |
| 25   | Michael Serise          | 0398 | 0288 | 0686         |
| 26   | Milan Jagnesak          | 0256 | 0410 | 0666         |
| 27   | Patrice Servelle        | 0488 | 0160 | 0648         |
| 28   | Martin Galliker         | 0312 | 0328 | 0640         |
| 29   | Oskars Ķibermanis       | 0149 | 0392 | 0541         |
| 30   | Won Yun-jong            | 0254 | 0258 | 0512         |
| 31   | Vuk Radenovic           | 0150 | 0352 | 0502         |
| 32   | Dorin Alexandru Grigore | 0260 | 0207 | 0467         |
| 33   | Alexei Stulnew          | 0352 | 0112 | 0464         |
| 34   | Nikita Sacharow         | 0272 | 0168 | 0440         |
| 35   | Ugis Zalims             | 0160 | 0264 | 0424         |
| 36   | Lamin Deen              | 0134 | 0257 | 0391         |
| 37   | Mateusz Luty            | 0161 | 0176 | 0337         |
| 38   | Heath Spence            | 0236 | 0084 | 0320         |
| 39   | Andreas Neagu           | 0219 | 0096 | 0315         |
| 40   | Nicolae Istrate         | 0088 | 0062 | 0150         |
| 41   | Vladimir Hladik         | 0060 | 0040 | 0100         |
| 42   | Michael Klingler        | 0024 | 0032 | 0056         |
| 43   | Thibault Godefroy       | 0080 | 0028 | 0048         |